# Tréfileries et laminoirs du Havre
Tréfileries et laminoirs du Havre, abrégé TLH, est un groupe industriel métallurgique français fondé à Angoulême en 1883 sous le nom de Société des Établissements Lazare Weiller et Compagnie. Elle devient les Établissement Lazare Weiller et Société coopérative de Rugles réunis, puis, en 1901, le groupe dont le siège est à Paris, est nommé la Compagnie des Tréfileries du Havre, et en 1907, adopte le nom définitif de Tréfileries et Laminoirs du Havre. Contrôlant au fil des années de nombreuses usines et filiales tant en France qu'à l'étranger, le groupe fusionne en 1962 avec la Compagnie française des métaux pour donner naissance à la société Tréfimétaux.
Parmi les nombreuses branches du groupe TLH, le site industriel situé au Havre et dont la construction remonte aux années 1890, est couramment appelé « Les Tréfileries » ou « les Tréfils ». Son histoire marque durablement le paysage social de cette ville.

## Les origines du groupe TLH: d'Angoulême au Havre

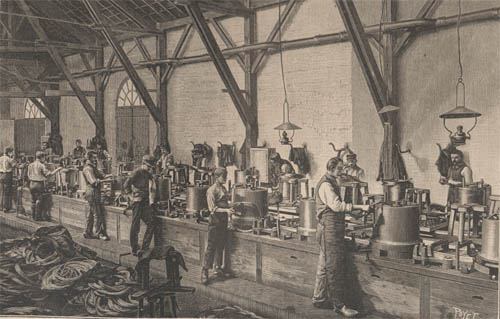
Ouvriers des ateliers de la Société Lazare Weiller (Angoulême, avant 1892).

Au départ, on trouve la « Société Lazare Weiller et Cie », créée en 1883 par l'ingénieur Lazare Weiller avec son oncle. Ce dernier créa, à Angoulême, une usine de fonderie, de laminage et de tréfilage que Lazare Weiller va développer cette année-là en déposant plusieurs brevets de façon à produire du fil en composite de cuivre plus souple : les débouchés sont énormes (lampe, téléphonie, câblage divers, etc.).
Au milieu des années 1890, cette société opère un transfert de son activité vers Le Havre présentant l'intérêt d'être le premier port d'importation des cuivres d'Amérique du Nord. Le choix de l'implantation se porte sur la commune de Graville ; d'après les registres de délibérations de la municipalité, Lazare Weiller, fondateur et principal actionnaire, acquiert au début de 1895 les terrains situés entre la ligne de chemin de fer Le Havre-Paris et le nouveau canal de Tancarville. Cette nouvelle usine des tréfileries est construite sur ce site en 1896, les premiers ateliers se situent boulevard Sadi-Carnot, à proximité du port, ce qui doit aussi faciliter les exportations. L'usine d'Angoulême est confiée à la direction de Maurice Waldmann (1853-1928), ingénieur centralien, qui avait vendu son usine à Weiller et qui prend ensuite la direction du site havrais.
Les statuts de l'entreprise, en 1897, décrivent ainsi l'activité : « la fabrication des alliages connus sous le nom de bronze phosphoreux, bronze siliceux et tous autres métaux et alliages ; celle des cuivres purs de toute nature… la transformation de ces matières en lingots, pièces mécaniques, moulures, barres, plaques, fils, etc. »

## L'histoire du groupe industriel TLH

### L'extension en France et à l'étranger
En 1901, c'est la création d'une société anonyme appelée « Compagnie des Tréfileries et Laminoirs du Havre », à la suite de l'association de Lazare Weiller avec des banques françaises et suisses, dont la Banque française pour le commerce et l'industrie (BFCI) qui deviendra l'un de ses principaux actionnaires. Le groupe est désormais dirigé par un conseil d'administration et dispose de capitaux grâce à une entrée en bourse. Cette société va exercer son activité dans deux secteurs clefs de l'économie française en ce début de siècle : la métallurgie et l'industrie électrique.
La principale usine dite du Havre emploie 900 personnes en 1897. Il passe à 2 000 employés en 1911, puis 7 600 en 1916.
Elle s'engage dans une politique de modernisation constante de l'appareil de production et, à partir de 1907, d'acquisition d'établissements ou de firmes comme la Société coopérative des Fonderies, laminoirs et tréfileries de Rugles : le groupe prend alors le nom de Tréfileries et Laminoirs du Havre (TLH). En 1911, elle augmente encore sa capacité de production de fils électriques, avec l'acquisition de la Société Canalisation électrique, orchestrée par Eugène Étienne, qui devient président du groupe, et cherche à éliminer tous ses concurrents en les absorbant. Par de telles manœuvres mais aussi un tissu de réseaux et d'interconnexions, Eugène Étienne parvient à capter le marché des câbles pour la Compagnie générale des omnibus, société qu'Eugène Étienne préside également. Par la suite, TLH se lance dans la production d'un métal plein d'avenir, l'aluminium ; dès 1918, TLH est en lien avec les différentes usines françaises d'aluminium qui formeront le groupe Péchiney.
Par de telles initiatives, TLH devient progressivement le centre d'un vaste ensemble industriel qui contrôle une douzaine d'usines en France. Chacun de ces sites possède une histoire particulière, à la fois culturelle, économique et humaine : 
- Angoulême : usine transférée au Havre en 1892[5].
- Le Havre et ses environs (1895-1962) : voir dessous.
- Charleval et Rugles (Eure) : en 1907, fusion avec la Fonderie Laminoirs et Câbleries de Rugles.
- Saint-Maurice (Val-de-Marne) - 15 rue des Usines et île Brise-Pain[8].
- Grenoble (Isère)
- la Praz (Savoie)
- Dijon (Côte-d'Or)
- Montreuil-Belfroy (Maine-et-Loire)
- Darnétal (Seine-Maritime) : ancien Tissage Dreyfus, acquise en 1923, usine détruite en août 1944, reconstruite en 1947, employait 230 salariés à cette époque ; usine vendue en 1980 à Thomson Cuivre[9].
- La Plaine Saint-Denis (Seine-Saint-Denis) - Établissements Mouton (fusion en 1931)[5]
- La Courneuve (Seine-Saint-Denis)
- Poissy (Yvelines)
- Pont-de-Chéruy (Isère), racheté en 1943 au groupe Grammont[10].

et plusieurs filiales à l'étranger comme :
- en Italie, avant 1916 : Trafilerie e Laminatoi du Metalli (4 usines, dont Turin)[4]

Durant la Première Guerre mondiale, TLH se rapproche du Groupe Giros-Loucheur, de la Compagne générale d'électricité, de Schneider, établissant des synergies au service de la production de guerre.
Dès l'entre-deux-guerres, le complexe industriel est organisé avec des spécialisations d'usines, surtout à partir de 1930, à l'initiative de l'ingénieur-physicien Louis Engelmann (1890-1957) : en 1939, le groupe compte plus de 12 000 employés.
Durant l'Occupation, le groupe TLH, pour pallier le manque de cuivre, reporte ses efforts dans l'aluminium et ses alliages. De nombreux ouvriers sont alors déportés dans des camps de travail, dont le Stalag 325, d'autres entrent en résistance, comme Jean Villeret.
À partir de juin 1944, le site du Havre et ses environs sont durement frappés par les bombardements alliés. Fin 1946, durant la Reconstruction, le principal administrateur est Albert Guérin et le groupe annonce un capital de 522 millions de francs pour un chiffre d'affaires consolidé de près de 2 milliards. Le groupe TLH, échappant à la nationalisation, bénéficie de l'aide du plan Marshall.
Avec la rationalisation du marché national du cuivre et de l'aluminium, à la veille de la signature du traité de Rome en 1957, est signée l'entente dite « C III » qui organise la transformation du cuivre entre la Cégédur (Compagnie générale du duralumin et du cuivre), TLH et la Compagnie française des métaux.

### La création de Tréfimétaux
En 1962, l'entreprise fusionne avec la Compagnie française des métaux ; la nouvelle entité reçoit le nom de Tréfimétaux.

## L'histoire du site «Les Tréfileries» au Havre
Les grands travaux sur le futur site commencent en 1895 (usine 01), après le transfert depuis Angoulême du premier établissement. Ils sont achevés en 1897. La société des Tréfileries et Laminoirs du Havre acquiert le site en 1901 et agrandit l'usine. 

### L'établissement de Graville
Pendant la Première Guerre mondiale, à l'instar de Schneider, les TLH font le choix de la participation à l'effort de guerre et les ouvriers fabriquent obus, douilles, cartouches et balles. En 1916, débute dans le quartier de Graville, la construction de nouveaux ateliers, l'usine numéro 2, pour une surface de 20 hectares.
L'usine comporte des installations mécaniques nouvelles et est de grande capacité : fours, laminoirs automatiques, centrales vapeur et électrique de haute puissance, ateliers de transformation, le tout destiné à employer mille salariés et traiter au moins trente mille tonnes d'alliage par an.
Dans le cadre de l'organisation du groupe, l'usine-mère du Havre est spécialisée dans trois secteurs : affinage et transformation des cuivres et laitons, préparations des alliages de seconde fusion, et fabrication des petits produits courants (vis, pointes, etc.) et des produits intermédiaires destinés aux autres usines du groupe et à quelques clients privilégiés (gaines de câbles, contacteurs, carters pour générateurs).
En 1922, elle absorbe les Corderies de la Seine.

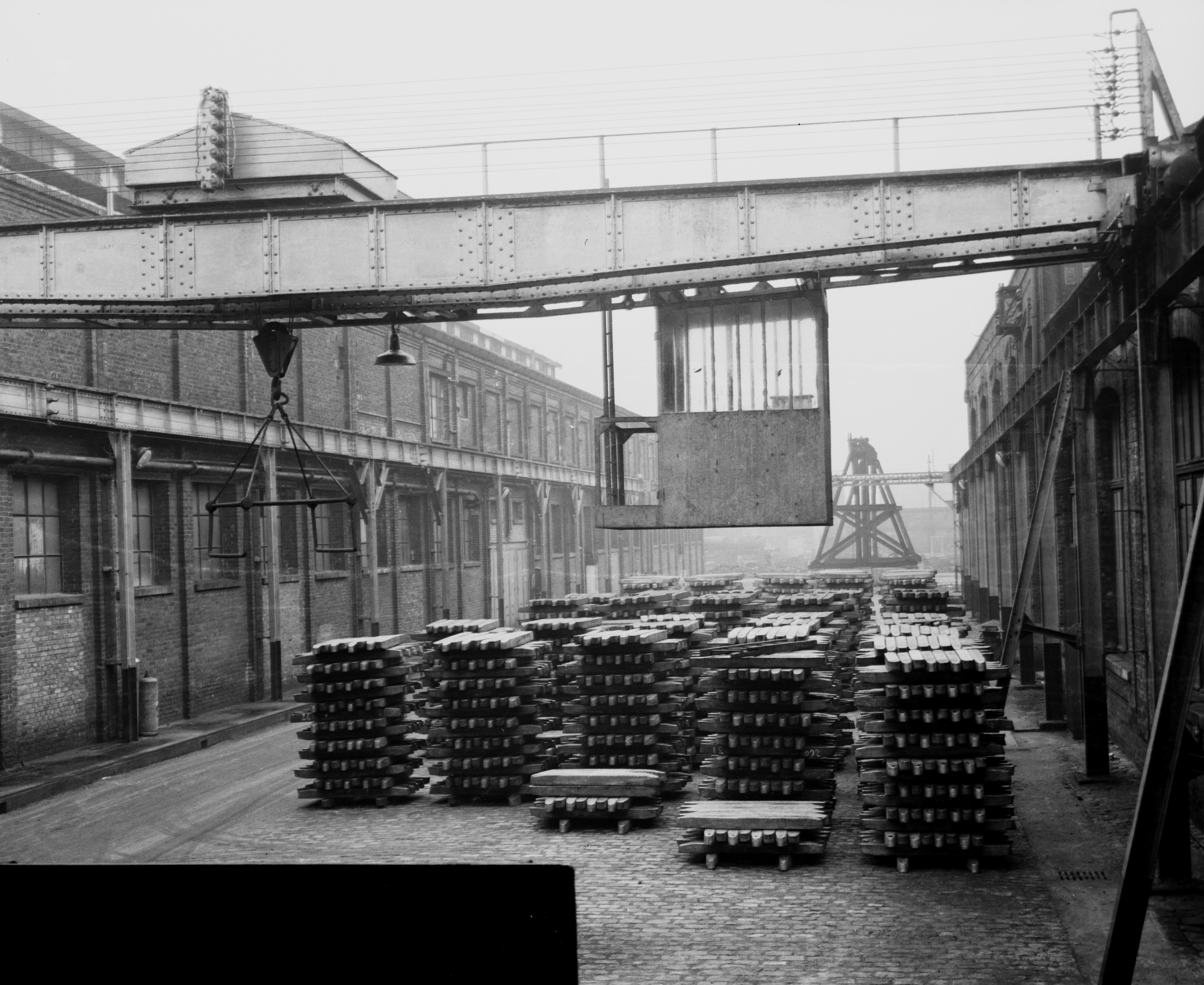
Vue du site au Havre, vers 1950.

Après la Seconde Guerre mondiale, elle s'étend sur 47 hectares, possède sa propre centrale électrique et emploie 2 300 salariés. Elle comprend en fait quatre sous-ensembles : 
- dans l'usine 1, on travaille uniquement le cuivre, le laiton, l'aluminium, pour fabriquer du fil ;
- l'usine 2 est utilisée pour le travail de l'acier et produit entre autres des câbles de frein de bicyclettes, des câbles qui servent à haler les péniches ;
- un atelier unique en France fabrique des aiguilles de peignage pour les usines de textile ;
- un atelier de câblerie métallique est composé de 200 machines qui torsadent les fils d'acier petits et gros.

Au début des années 1980, l'établissement du Havre subit le contrecoup des restructurations de Pechiney et de sa filiale Tréfimétaux (qui absorba TLH en 1962) ; en 1983, ses structures de productions sont réparties entre trois sociétés : Tréfileries et câbleries Chiers-Chatillon-Gorcy (400 employés), Cuivres et Alliages (260 employés), Thomson-Câbles (180 employés). On peut considérer que l'usine cesse d'exister à cette date.

### La politique paternaliste (citations)
- Emmanuel Chadeau, Produire pour les électriciens, Les Tréfileries et Laminoirs du Havre de 1897 à 1930 (Cahiers histoire de l'aluminium, 1989 no 4)

« (...) en matière d'institutions sociales, l'entreprise semble avoir agi avec constance et détermination face à son environnement, dans le cadre d'une tradition nationale déjà bien ancrée au moment de sa fondation : construction de logement sociaux, caisse de retraites et de solidarité, subventions aux coopératives du personnel, école d'apprentissage. La politique sociale des TLH démarra à l'instigation de Weiller dès 1897, avec la création d'habitations à bon marché, d'une mutuelle et d'une coopérative de consommation dont il précisait que l'adhésion n'était "pas obligatoire". La politique du logement continua dans les années 1920, et fut alors amplifiée. En 1926, la société créa un régime complet d'assurances sociales. »

- Claude Malon, Travailleurs étrangers et coloniaux au Havre, Migrants dans une ville portuaire : Le Havre (XVIe – XXIe siècle), sous la direction de John Barzman et Éric Saunier, publication des Universités de Rouen et du Havre, 2005

« La grande guerre laissa un lourd tribut au Havre. Avec les objectifs de satisfaction des besoins de défense et de production industrielle, a lieu un afflux de main d'œuvre coloniale ; les TLH participent entre autres au recrutement de travailleurs coloniaux. Deux formes principales de logements existent pour les travailleurs : la résidence "libre" en ville, le cantonnement en foyer.
Les TLH proposent des logements dans des baraquements, le camp de Cinder-city est utilisé dans les années 1920, à la suite de l'armée anglaise, pour héberger les travailleurs marocains, algériens, sénégalais. »

- Sylvie Barot, Des lieux de prédilections, Migrants dans une ville portuaire : Le Havre (XVIe – XXIe siècle), sous la direction de John Barzman et Éric Saunier, publication des Universités de Rouen et du Havre, 2005

« Ces recrutements extérieurs, d'abord très qualifiés, sont perpétués au tournant du XXe par Westinghouse, les Tréfileries, le Nickel, Westphalen-Lemaîre qui ne tardent pas à aller chercher leurs ouvriers plus loin, au-delà des mers, pour l'industrie de guerre à partir de 1915, pour la reconstruction et les Trente Glorieuses, quarante ans plus tard.
L'élargissement des aires de recrutement s'accompagne d'une autre nouveauté, déjà initiée, bien que timidement, pour la population ouvrière stable : le logement collectif organisé par les entreprises, au plus près des lieux de production, dans une logique qui ne diffère guère de celle qui préside à l'organisation des camps militaires voisins. (...)
Les Tréfileries vont plus loin, créant successivement une cité pour ses ouvriers musulmans avec un café maure et une boucherie hallal intégrées, puis pour les familles polonaises, avec crèche, cantine, et loisirs spécifiques. De quoi rester entre soi, à chaque fois. »

- John Barzman, Dockers, métallo, ménagères - mouvements sociaux et cultures ouvrières au Havre 1912-1923, Presses universitaires de Rouen et du Havre, 1997

« [en 1919] il faut citer un certain nombre de nouvelles institutions paternaliste. Les Tréfileries par exemple ont établi une crèche baptisée "La Pouponnière" en face de l'entrée de l'usine, afin que les mères qui y travaillent puissent allaiter bébé trois fois par jour. La direction présente comme une contribution au redressement de la population française. Division sexuelle des tâches oblige, pour les hommes, les Tréfileries construisent un stade de football près de l'usine en 1919. »

- Jean Legoy, Cultures havraises : 1895-1961

« Les difficultés du sport ouvrier sont d'autant plus grandes que les patrons ont trouvé la réplique : le sport corporatif.
Appliquant le conseil d'Henry Ford : "Faites faire du sport aux ouvriers. Pendant ce temps, ils ne penseront pas à l'organisation syndicale", le premier au Havre a appliquer ce principe a été Lazare Weiller, le fondateur des Tréfileries. En 1898, il patronne la création de l'Espérance, société de gymnastique, préparation militaire et fanfare. Cette société a 117 membres en 1913. Après la guerre de 1914, l'Espérance devient l'Union Sportive des Tréfileries, club omnisports dont les installations se trouvent boulevard Sadi Carnot. L'initiative de Lazare Weiller est suivie [...] En 1929, ces clubs sont réunis dans le groupe corporatif Havrais pour l'encouragement au sport dont le président est l'ingénieur Percepied (Tréfils). Ce nouveau groupement, qui dépose une demande de subvention, est l'objet d'une enquête de police. Dans son rapport le commissaire conclut : "Le groupe corporatif est donc organisé en 5 section à la tête desquelles se trouvent des personnes compétentes et de tout repos". [...] A la remise des coupes de la saison 37-38 en présence de Deschaseaux adjoint au maire, du directeur des tréfils et de plusieurs autres patrons, le président Persepiend déclare : "Le sport corporatif est bon pour le développement physique de l'individu mais aussi pour le rapprochement entre employeur et employé". »

- Témoignage de M. et Mme Zmuda, anciens habitants de la cité.

« Les tréfils prenaient en charge les colonies de vacances. Elles fournissait un uniforme aux enfants, les filles en chemisier à carreaux et shorts gris. Les lieux de vacances sont La Ferté-Fresnel, Armeau, les Rousses. »

### Le quartier des tréfileries
En octobre 1895, Lazare Weiller rencontra le maire de Graville pour régler les problèmes de voirie concernant ses terrains « où devaient se construire les cités ouvrières créées par la Cie Weiller ». En 1904, il obtient l'autorisation d'ouvrir une voie faisant communiquer le boulevard Sadi-Carnot avec la rue de la Vallée : cette voie, l'avenue des Tréfileries, accueille les maisons ouvrières, les maisons destinées aux cadres, ainsi que les diverses installations socioculturelles.
La maison du directeur, située 75 boulevard Jules-Durand, date du dernier quart du XIXe siècle. La société disposait vraisemblablement de logements supplémentaires pour la direction le long de ce même boulevard.
L'hôtel des ingénieurs est construit entre 1905 et 1910. Il est utilisé d'abord comme siège social de la société, puis pour recevoir le président directeur général des Tréfileries, et comme maison de réunion des ingénieurs de l'industrie métallurgique. Il a été construit par les Compagnons de France. L'hôtel des ingénieurs possédait une annexe, de taille plus importante.
La construction de la cité ouvrière aurait commencé en 1916. Elle est constituée de plusieurs ensembles séparés par des murs : la cité française, constituée de baraquements en bois aménagés vers 1920 et d'un lavoir, l'hôtel des célibataires, qui hébergeait les immigrés Polonais, les maisons des contremaîtres, situés le long de la rue Amand-Agasse, maisons jumelées construites dans les années 1920. La cité polonaise, construite entre 1922 et 1927 dans l'impasse Réal, est composée de 72 logements.
Les installations sportives de l'U.S.T. (Union sportive tréfileries Le Havre, fondée en 1919), la Salle des Sports (Gymnase LeBourvellec) et le terrain de football (Stade Marcel-Royer), sont créées en 1922.
La pouponnière était tenue par des infirmières et des sœurs. La salle des fêtes, bâtiment de 150 m2, servit après la guerre de cinéma, le "Cinétréfil". 
La cité comprenait en outre cantine, école polonaise, bibliothèque, coopérative de distribution, jardin de production.

### La «Cité des Polonais»
Sur l'avenue des tréfileries (voie privée), il est à noter que les villas en meulière des cadres étaient séparées des baraquements de bois des ouvriers par une barrière de couleur verte fermée à clef (au niveau du lavoir commun de la cité ouvrière), de sorte que les « torchons ouvriers ne pouvaient pas contaminer les "serviettes » cadres. Parmi ces équipements, on notera la « Cité des Polonais », ensemble de « bidonvilles » bricolés dans les années 1920 pour loger trois cents Polonais recrutés par le biais de la Société générale d'immigration. À cette époque et jusque dans les années 1960, certains conseillaient, à tort, aux enfants des « Tréfils » d'éviter de traverser le quartier polonais. À tort, car les enfants des « tréfils » se retrouvaient avec les enfants de la cité polonaise tous les ans, dans les colonies de vacances TLH, à Neuchatel, Armeau, La Ferté-Fresnel ou Romeyer. Comme ce quartier polonais était dans le même axe que les villas des cadres dont le passage était interdit par la barrière, c'était tout un pan de ce quartier qui était bloqué.